# Serial (álbum)
Serial es el tercer álbum de estudio de la banda uruguaya de rap rock El Peyote Asesino, publicado el 5 de noviembre de 2021 por el sello Bizarro. En 1998, la banda publicó su segundo trabajo llamado Terraja, disco que los ayudó a obtener proyección internacional, donde lograron tener difusión en países extranjeros como Argentina, Estados Unidos, México, Chile y Puerto Rico, logró vender 11 000 copias mundialmente, y recibó elogios tanto por la prensa como por la crítica. En mayo de 1999, después de varias diferencias que los miembros tuvieron con el vocalista Fernando Santullo, y el hecho que no les atraía tocar juntos, la banda se disolvió durante un período largo. A raíz de este acontecimiento, todas las copias de su primer álbum homónimo y Terraja quedaron descatalogadas de los minoristas. En 2000, dos años después de la disolución de Peyote, Santullo formó Kato, otro grupo de rap rock, además de integrarse en Bajofondo y hacer colaboraciones solista bajo el nombre de Santullo. En 2009, diez años después de la separación de Peyote, se reunirían para presentarse en el Pilsen Rock 2009, los días 21 y 22 de marzo; se estimó que más de 50 000 personas asistieron a los recitales, sin embargo, no se llevó a cabo ningún trabajo en estudio. Después de dieciocho años, publicaron una demo de la canción «Bailando samba» en octubre de 2017 vía YouTube, así como el video musical un mes después. Durante este período se sumaron dos miembros nuevos: Matías Rada (guitarra, coros) y Bruno Tortorella (teclados). En los años 2020 y 2021 lanzaron tres pistas que terminaron siendo los sencillos de lo que sería su próximo disco en veintitrés años: «Vos no me llamaste» (2020), «La tumba de los crá» (2020) y «Es lo que hay» (2021).
Musicalmente, Serial experimenta estilos musicales relativamente nuevos, como el trap, pop y la electrónica sobre una base de rock con hip hop. Se incorporaron voces guturales ejecutadas por  Fernando Santullo, al estilo death metal, muy notables en «Flor de gil» y «Pump Up the Parla». A diferencia del estilo lírico de Terraja, que predominaban el uso del habla mexicana, en Serial abundan las referencias al deporte en algunos versos de diversas canciones como «Flor de gil», «Es lo que hay» y «En la B». En comparación a las canciones de los dos discos anteriores de Peyote, que «las impregnaba una impronta pendenciera y desafiante», en Serial «sobrevuela un aire loser» como en las pistas «La tumba de los crá», «Tierra derretida» y «Perdiste».
Desde su lanzamiento, Serial recibió críticas positivas por parte de la prensa, afirmaron que era un buen regreso de una banda de veinte años, destacaron las líricas, musicalidad, y cambio sonoro en comparación a sus dos discos anteriores. Durante la ceremonia de premios Graffiti de 2022, la banda ganó el premio a Mejor Álbum de Hip-hop para Serial y Banda del año. Para promocionar el disco, la banda realizó una serie de presentaciones en diversos lugares, como el Teatro de Verano, Live Era, Sala de Museo y el pub Ferona, y festival Medio y Medio, en los días 30 de abril de 2022, 30 de noviembre de 2023, 22 de septiembre de 2023, 19 de enero de 2024 y 23 de febrero de 2024 respectivamente; la gira aún está pendiente.

## Antecedentes
Después de que El Peyote Asesino publicase su álbum debut homónimo en 1995, disco que logró vender 1 000 copias en Uruguay, se dirigieron hacia Los Ángeles para grabar su segundo álbum de estudio, en los Can Am Studios. El período de grabación del mismo duró desde septiembre hasta diciembre de 1997 y fue producido por Gustavo Santaolalla. Es así que el 31 de agosto de 1998 saldría al mercado Terraja, su segundo álbum de estudio y el que ayudó a impulsar a la banda al éxito internacional, obteniendo reconocimiento en varios países de occidente. Para promocionar el disco ya lanzado, la banda inicia una gira por México, donde tocaron con bandas como Delinquent Habits y Control Machete, y en el mes de octubre estuvieron en Argentina con Cypress Hill, Molotov, Bersuit Vergarabat y Árbol.
En mayo de 1999 el grupo se disolvió, después de varias discusiones que los miembros de la banda tuvieron con el vocalista Fernando Santullo —más conocido por su alias «L. Mental»— sobre sus actitudes. El hecho que tampoco les atraía estar juntos fue otro factor para la separación de la banda. En un mensaje de correo electrónico que él mismo escribió en octubre de 1999 dijo:

«No me pelee con Carlos, como se dijo por ahí. Fue mas simple, mis "compañeros" decidieron que era hora de echarme de la banda que fundé, a la que le puse el nombre y por la que di la cara y mi mejor esfuerzo durante los últimos cinco años de mi vida. Tampoco "dejé la música por que tuve una hija" como escuche decir. De hecho armé otra banda y estamos preparando material para tocar antes de fin de año. Creo además que achacarle a alguien que recién llega al mundo los problemas de sus padres es uno de las formas mas patéticas de cobardía. ¿Cómo amigos de hace quince años, gente con la que trabajaste durante largo tiempo te escupe y ni siquiera te llama para decírtelo?».
Fernando Santullo en su mensaje de correo sobre la disolución de Peyote Asesino

Después de este acontecimiento, Santullo fundó Kato, otra banda de rap metal uruguaya integrada por Daniel Lluis, Sebastián Peralta, J. Yabar y Portero. Por otro lado, el baterista José Canedo se integró en la banda de rock uruguaya La Vela Puerca. Diez años después se reunirían para una presentación en el Pilsen Rock 2009. Campodónico dijo que es una vuelta «bastante natural. Realmente, durante los diez años que estuvimos sin tocar, no hubo ningún motivo que nos hiciera volver a reunirnos». Antes de ese show realizaron una presentación para conocidos y prensa en el Restaurant-Teatro Lindolfo el 20 de marzo. Casacuberta dijo que en aquellos primeros tiempos la banda no gustaba «a todo el mundo por igual ni a todas las generaciones por igual» e incluso reconoció que agradaba a gente más joven. Dos días después, el 22 de marzo, 10 años desde su separación, la agrupación se presenta en el Pilsen Rock. Las presentaciones de la banda continuaron el 21 y 22 de marzo de ese mismo 2009 en el Teatro de Verano de Montevideo. Asistieron más de 50 000 personas a las presentaciones. Santullo comentó: «Había un crecimiento que era ajeno a nosotros, porque no hicimos nada por la banda, esos diez años la banda quedó parada, los discos se descatalogaron, pero de alguna forma la música fue pasando de mano en mano». En cuanto a un posible nuevo álbum Santullo dijo: «Tampoco nos planteamos meternos en el baile de componer y grabar un disco, que es un proceso bastante largo, especialmente para el Peyote, que es una banda que debate mucho la música que hace».
Ya para 2016, siete años después del Pilsen Rock, se presentarían en dos conciertos en el Teatro de Verano, los días 12 y 13 de mayo; como en ambas presentaciones estuvo ausente Carlos Casacuberta debido a problemas de salud, fue reemplazado por dos miembros nuevos, que terminarían siendo integrados en la banda: Matías Rada (guitarra y coros), y Bruno Tortorella (teclados). El 18 de octubre de 2017, lanzaron una demo de la canción «Bailando samba», como previa para sus presentaciones en La Trastienda de Montevideo los días 20 y 27 de ese mismo mes; esto marcaría su retorno musical desde Terraja. Posterior a este acontecimiento, se volvieron a presentar en el Cosquin Rock (2019) y en dos ediciones de Montevideo Rock (2017-2020). En 2019 empezaron a componer nuevo material para lo que sería su tercer disco en dos décadas.

## Desarrollo

### Grabación y estilo musical

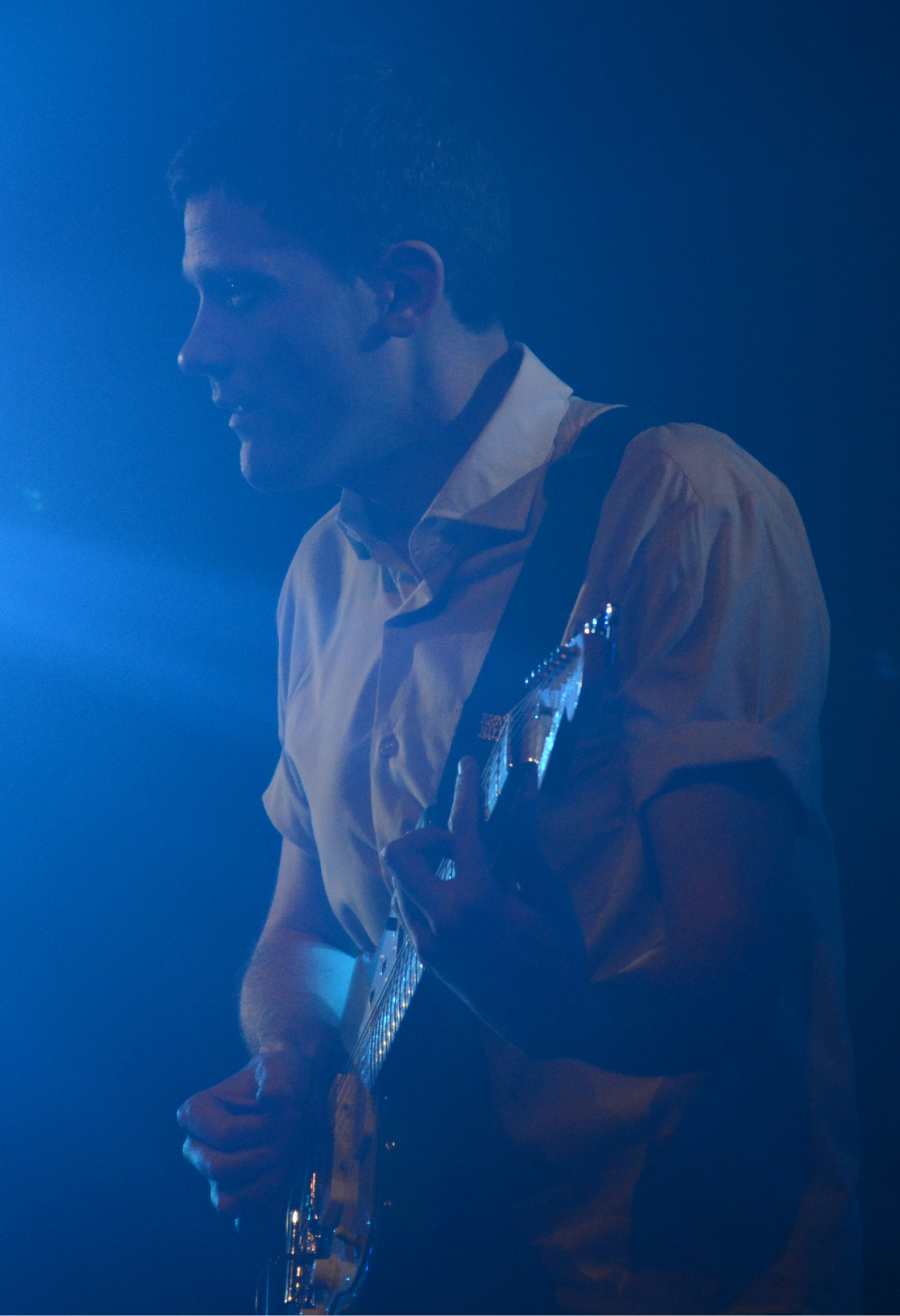
Juan Campodónico, guitarrista de la banda, estuvo a cargo de la producción de Serial

El proceso de grabación de Serial se llevó a cabo entre abril de 2019 y abril de 2020, fue grabado y mezclado por Julio Berta y masterizado por Ted Jensen y no se logró terminar a tiempo debido a la pandemia de COVID-19. Santullo reveló en una entrevista vía Zoom que en el momento del inicio de la pandemia ya tenían casi todo terminado y «quedaron algunas cosas como grabación de voces, entonces pudimos saltearnos el tema de la virtualidad en ese sentido, y lo que quedó lo fuimos haciendo presencialmente, con mucho cuidado y siguiendo todos los protocolos». También develó que tuvieron que forzar la salida del disco, ya que, si bien los dispositivos les dejaron trabajar a distancia, «el disco se tiene que presentar en vivo sí o sí»; esto les permitió, en cambio, promocionar algunas canciones que iban a ser lanzadas posteriormente. Los miembros de Peyote se concentraron en «encontrar el ADN de aquella “entidad”» para poder componer temas como los anteriores «con naturalidad».

### Composición y letras
El disco posee diez canciones, siendo el disco más corto de toda su discografía. Serial experimenta estilos musicales relativamente nuevos, como el trap, pop y la electrónica sobre una base de rock con hip hop; están presentes «riffs de metal, estribillos pop, fraseos trap, estrofas funk, pero también aires tropicales, una chamarrita freestyle y refuerzos guturales del death metal que antes “L. Mental” improvisaba, pero ahora ejecuta con propiedad». Líricamente, a diferencia de su disco antecesor que predominaban el uso del habla mexicana, en Serial se destacan mucho las referencias al deporte en algunos versos de diversas canciones: en «Flor de gil» «Tiro y anoto, tripleo, reboto y la moto no quiere arrancar», «Es lo que hay» «Tierra pal’ golero como el Pepe Sasía», y «En la B» «Juego bien, juego mal, piso el área, es penal. Es el cuervo que no cobra lo que me jode el final». Otras letras van más por la perspectiva de un perdedor, «un tufo perdedor perceptible en todo el disco», a diferencia de Terraja que «impregnaba una impronta pendenciera y desafiante», muy notables en «La tumba de los crá» en el verso «Soy la clase de tarado que ya va medio cagado por el cachetazo que le dio la vida», en «Tierra derretida» «¿Qué me mirás? Cálzate y vestite que entrás. Hoy te toca jugar allá atrás», y en «Perdiste», que es la última pista del disco con «Vendieron humo y vos fuiste a comprar. Te confundieron y ahí fue que empezó tu cuenta atrás». «Pump Up the Parla» es una interpolación de la canción de la banda belga Technotronic «Pump Up the Jam» y «Tanta Parla» del primer disco de Peyote.

## Lista de canciones
Todas las canciones escritas por El Peyote Asesino excepto donde se indique.

| N.º   | Título                | Escritor(es)                                    | Duración |  |
| 1.    | «Flor de gil»         |                                                 | 4:02     |  |
| 2.    | «No te peines»        |                                                 | 3:42     |  |
| 3.    | «La tumba de los crá» |                                                 | 3:44     |  |
| 4.    | «En la B»             |                                                 | 4:02     |  |
| 5.    | «Es lo que hay»       |                                                 | 4:03     |  |
| 6.    | «Vos no me llamaste»  |                                                 | 3:33     |  |
| 7.    | «Tierra derretida»    |                                                 | 3:36     |  |
| 8.    | «Pump Up the Parla»   | Peyote Asesino Manuela Kamosi Thomas de Quincey | 2:26     |  |
| 9.    | «Bailando samba»      |                                                 | 3:58     |  |
| 10.   | «Perdiste»            |                                                 | 3:47     |  |
| 36:58 |                       |                                                 |          |  |

## Posicionamiento en listas

### Mensuales
| Lista (2021)  | Mejor posición |
| ------------- | -------------- |
| Uruguay (CUD) | 1              |

## Premios y nominaciones
| Año  | Ceremonia de premiación | Premio                 | Trabajo/acto galardonado | Resultado | Ref.   |
| ---- | ----------------------- | ---------------------- | ------------------------ | --------- | ------ |
| 2022 | Premios Graffiti 2022   | Mejor álbum de hip hop | Serial                   | Ganador   | [ 28 ] |
| 2022 | Premios Graffiti 2022   | Banda del año          | El Peyote Asesino        | Ganador   | [ 28 ] |
| 2022 | Premios Graffiti 2022   | Álbum del año          | Serial                   | Nominado  | [ 29 ] |

## Créditos
| El Peyote Asesino - Fernando Santullo – voz - Carlos Casacuberta – voz y guitarra - Juan Campodónico – guitarra y programación - Daniel Benia – bajo - José Canedo – batería Participación especial - Matías Rada – guitarra y voz - Bruno Tortorella – teclados y voz | - Juan Campodónico – producción - Julio Berta – grabación y mezcla - Ted Jensen – masterización - Danilo Astori Sueiro, Bizarro Records – producción ejecutiva - Land (Santiago Velazco y Gabriel Pica) – diseño |

Fuente: Notas interiores de Serial